# Unterbesetzung
Unterbesetzung liegt im Personalwesen von Privatwirtschaft und öffentlicher Verwaltung vor, wenn die Anzahl der vorhandenen Arbeitsplätze oder Planstellen höher ist als die tatsächlich besetzten. Gegensatz ist die Überbesetzung.

## Allgemeines
Die Unterbesetzung betrifft ausschließlich das Personal und ist eine Frage der Beschäftigung in Unternehmen oder Behörden. Bei Unterbesetzung wird die vorhandene Personalkapazität durch die tatsächliche Personalstärke nicht erreicht, bei Überbesetzung wird sie überschritten. Der Duden definiert unterbesetzt als „mit weniger Arbeitskräften versehen als erforderlich, notwendig ist“. Faktoren der Personalkapazität sind die vorhandenen, voll einsatzfähigen Arbeitskräfte und die Arbeitszeit. Das maximal mögliche Arbeitsvolumen (Arbeitsleistung) bei Vollbeschäftigung ergibt sich dabei aus der Gleichung
{\displaystyle {\text{Maximales Arbeitsvolumen}}=Arbeitskraft\cdot Arbeitszeit}.
Ein zu Unterbesetzung führender Personalabbau erfordert zur Erreichung des gleichen Arbeitsvolumens die Erhöhung der Arbeitszeit oder Arbeitsintensität beim vorhandenen Personal (Überstunden oder Arbeitsverdichtung). Ist dies nicht möglich (wegen Tarifvertrags oder maximaler Arbeitszeit nach § 3 ArbZG), sinkt das Arbeitsvolumen. Im Dienstleistungssektor kann die Unterbesetzung zu Warteschlangen führen.

## Rechtsfragen
Die Rechtsprechung hat sich vor allem mit der Unterbesetzung von Kollegialorganen wie Organen, Parlamenten, Parteien, Vereinen, Vorständen oder Wohnungseigentümerversammlungen befasst. Eine Unterbesetzung trifft deren Beschlussfähigkeit. Eine Unterbesetzung des Vorstands liegt vor, wenn die in § 76 Abs. 2 AktG oder die in der Satzung bestimmte Mindestzahl an Vorstandsmitgliedern unterschritten wird. Ist der Vorstand einer Aktiengesellschaft unterbesetzt, sind also weniger Vorstandsmitglieder vorhanden, als es die Satzung oder die aufgrund der Satzung erfolgte Festlegung durch die Hauptversammlung oder durch den Aufsichtsrat vorsehen, so muss der Aufsichtsrat den Vorstand unverzüglich wieder vervollständigen. Nach diesem Urteil darf beim Ausscheiden eines Vorstandsmitgliedes aus dem zweiköpfigen Vorstand das verbleibende Mitglied grundsätzlich Aufgaben, die nur der Gesamtvorstand wahrnehmen kann, nicht ausführen; das alleinige Vorstandsmitglied ist handlungsunfähig. Aus Gründen der Rechtssicherheit wird angenommen, dass die Pflichten des Vorstands nicht lediglich wegen des Umstands entfallen, dass er unterbesetzt ist. Hierzu muss nach der Satzung die Vertretungsberechtigung geregelt sein. Ein unterbesetzter Aufsichtsrat kann gemäß § 104 Abs. 1 AktG notfalls durch das Gericht auf die nötige Zahl ergänzt werden.
Ist ein Betriebsrat für die Dauer der Äußerungsfristen des § 102 Abs. 2 BetrVG beschlussunfähig im Sinne des § 33 Abs. 2 BetrVG, weil 50 % der Mitglieder verhindert sind, so nimmt der Betriebsrat analog § 22 BetrVG seine Mitbestimmungsrechte wahr. Die Mitbestimmung nach § 87 Abs. 1 Nr. 2 BetrVG bei der Erstellung von Schichtplänen schützt das Interesse der Arbeitnehmer an einer sinnvollen Abgrenzung zwischen Arbeitszeit und der für die Gestaltung des Privatlebens verfügbaren Freizeit. Sie dient dagegen nicht dem Schutz vor einer erhöhten Arbeitsbelastung, die darauf beruht, dass andere nach einem Jahresschichtplan für eine bestimmte Wochenschicht eingeplante Arbeitnehmer im Betrieb nicht anwesend sind und deshalb für die Ableistung der Schicht nicht zur Verfügung stehen und die betroffene Schicht unterbesetzt sei.
Von großer Bedeutung ist die Unterbesetzung im Gerichtswesen bei Spruchkörpern. Beispielsweise muss bei Strafprozessen der Einwand, die Strafkammer sei unter Verletzung von § 76 Abs. 2 GVG unterbesetzt oder überbesetzt, entsprechend § 222b Abs. 1 StPO bis zum Beginn der Vernehmung des ersten Angeklagten zur Sache geltend gemacht werden; eine fehlerhafte Besetzung einer Strafkammer mit drei Berufsrichtern kann mit der Revision angegriffen werden.

## Wirtschaftliche Aspekte
Ausgangspunkt ist der Stellenplan, der eine bestimmte Sollstärke für das Personal vorgibt:
{\displaystyle {\text{Belegschaftsstärke}}={\frac {\text{Ist-Belegschaft}}{\text{Soll-Belegschaft}}}}.
Danach kann meist davon ausgegangen werden, dass eine Belegschaftsstärke von <80 % der Soll-Belegschaft eine Unterbesetzung bedeutet. Sie kann bereits durch Urlaub und/oder Krankenstand vieler Arbeitskräfte ausgelöst werden.
Ist die tatsächliche Stellenbesetzung niedriger als 80 %, liegt eine Unterbesetzung vor. Nicht lediglich temporäre Unterbesetzung kann auf zwei Ursachen zurückzuführen sein. Einerseits könnten Arbeitsplätze, für die eine bestimmte Qualifikation erforderlich ist, nicht anhand vorliegender externer Bewerbungen oder durch interne Springer besetzt werden (Fachkräftemangel). Andererseits kann es sich um eine durch das Unternehmen bewusst geplante Maßnahme handeln, um eine Kostensenkung bei Personalkosten herbeizuführen. Hierdurch kommt es zu einer Arbeitsverdichtung bei vorhandenem Personal, dessen Arbeitsproduktivität durch erhöhte Arbeitsintensität zunimmt. Bei den betroffenen Mitarbeitern wirkt sich diese Arbeitsverdichtung wie eine Überbeschäftigung aus. Besteht keine Möglichkeit der Flexibilisierung, werden Abteilungen oft systematisch unterbesetzt.

## Folgen für die Mitarbeiter
Jede Art der Unterbesetzung ist ein Mangel in der Arbeitsorganisation. Das wachsende Arbeitsleid durch höhere Arbeitsintensität, hiermit verbundene Überstunden und Überforderung kann zu abnehmender Arbeitsmotivation, Zeitdruck, Stress, Fehlzeiten, Fehlproduktion mit verbundenen Fehlmengen und Fehlerkosten oder Burn-out bei von der Unterbesetzung betroffenen Mitarbeitern führen, weil sie dauerhaft einer höheren Arbeitsbelastung ausgesetzt sind.